# 앤트맨
앤트맨(Ant-Man)은 마블 코믹스의 세계에 등장하는 여러 캐릭터가 슈퍼히어로로 활동할 때 사용하는 이름이다. 1대 앤트맨인 헨리 핌은 스탠 리와 잭 커비에 의해 만들어졌으며, Tales to Astonish#35에서 처음 등장한다.

## 영화
- 앤트맨
- 앤트맨과 와스프
- 앤트맨과 와스프: 퀀텀매니아

## 같이 보기
- 자이언트맨
- 옐로재킷
- 와스프
- 고스트